# Kaimig

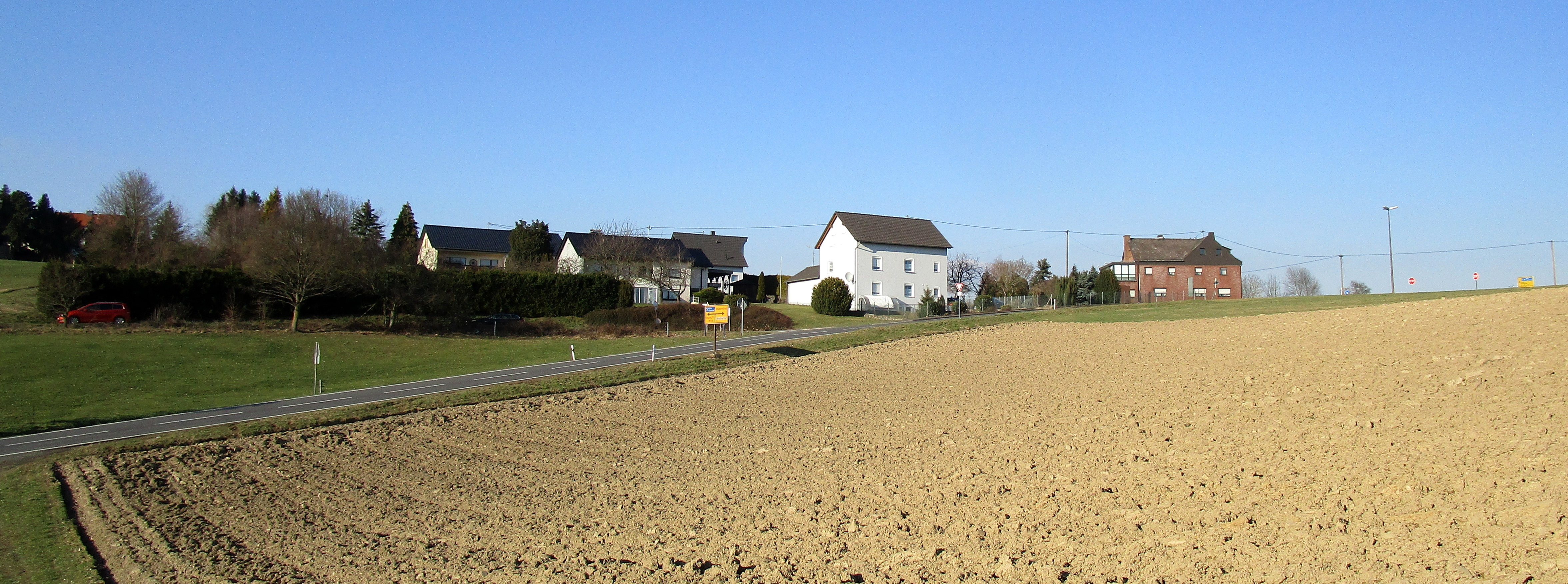
Oberes Ende der Landesstraße 251 bei Kaimig

Kaimig ist ein Ortsteil der Ortsgemeinde Sankt Katharinen im rheinland-pfälzischen Landkreis Neuwied.

## Geographie
Der Weiler Kaimig schließt sich unmittelbar südöstlich an Hargarten an und liegt auf 350–355 m ü. NHN an der Einmündung der Landesstraße 251 (Linz–Hargarten) auf die Landesstraße 254 (Kretzhaus–Ginsterhahn–Weißfeld). Naturräumlich lässt sich die Ortschaft innerhalb des Niederwesterwalds noch dem Rheinwesterwälder Vulkanrücken zuordnen, befindet sich aber am Übergang zum Rhein-Wied-Rücken. Das Gelände fällt nach Osten zum Brochenbach ab.

## Geschichte
Die Ortschaft ist erst in der zweiten Hälfte des 19. Jahrhunderts entstanden und gehörte von Beginn an zur Gemeinde Hargarten im Verwaltungsbezirk der Bürgermeisterei Linz. Benannt ist sie nach der als Kaimig bezeichneten Anhöhe, auf der sie sich befindet. Dessen Entwicklung zum Wohnplatz ist wesentlich auf eine zwei Kilometer lange Drahtseilbahn der Phoenix AG für Bergbau und Hüttenbetrieb zurückzuführen, die 1876 vom Bergwerk Anxbach für den Transport des dort gewonnenen Eisenerzes zum Kaimig errichtet wurde. Hier bestand ein Umschlagplatz zum Weitertransport mittels Pferdefuhrwerken nach Linz am Rhein, wofür vor Ort Stallungen und eine  Schmiede errichtet wurden. Der Verkehr zahlreicher Bergarbeiter führte zur Ansiedlung einer Gastwirtschaft mit dem Namen Rheinhöhe. 1885 verzeichnete die Ortschaft 18 Einwohner in zwei Wohngebäuden.
1908 verkaufte die Phoenix AG ihr Betriebsgelände am Kaimig, nach 1923 wurde es niedergelegt. 1927 wurden am Kaimig Grundstücke für eine weitere Wohnbebauung erschlossen. Gegen Ende des Zweiten Weltkriegs kam es im März 1945 bei schweren Panzergefechten zur Zerstörung der Gaststätte, der nachfolgende Wiederaufbau erfolgte bis 1952. Der zugehörige Hof fiel jedoch einer Verbreiterung der Landesstraße 251 zum Opfer. In den 1950er-Jahren wuchs die Ortschaft durch die Schaffung eines Neubaugebiets zu ihrem heutigen Größenumfang an, damals umfasste sie rund 50 Einwohner. Bei der Volkszählung am 25. Mai 1987 waren aufgrund einer unterschiedlichen räumlichen Erhebungsgrundlage nur 10 Einwohner von Kaimig verzeichnet.